# Pfarrhaus Christinendorf

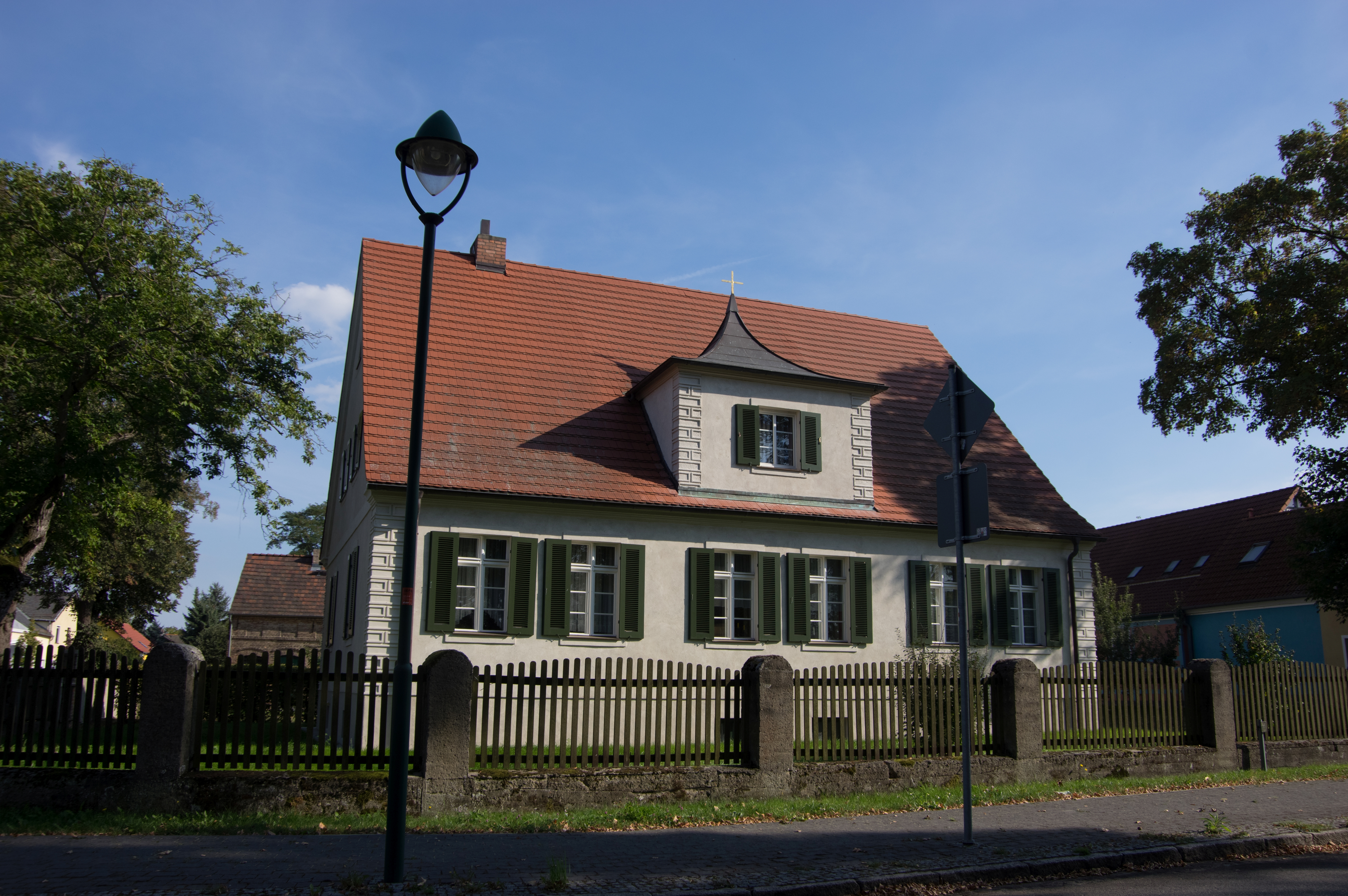
Pfarrhaus Christinendorf

Das Pfarrhaus Christinendorf ist ein Baudenkmal in Christinendorf, einem Ortsteil der Stadt Trebbin im Landkreis Teltow-Fläming im Land Brandenburg.

## Geschichte
In den 1920er Jahren wurde anstelle eines abgerissenen Vorgängerbaus das neue Pfarrhaus erbaut und 1928 bezogen. Es steht in direkter Nachbarschaft zur Dorfkirche und ist im Stil der konservativen Moderne gehalten. Auffällig sind die Eckpilaster und die Fensterläden.